# Okręg wyborczy Goldstein
Okręg wyborczy Goldstein (ang. Division of Goldstein) – jednomandatowy okręg wyborczy do Izby Reprezentantów Australii, położony w nadmorskiej części Melbourne. Powstał w 1984, jego patronką jest działaczka feministyczna Vida Goldstein.

## Lista posłów
| okres urzędowania | poseł       | przynależność              |
| ----------------- | ----------- | -------------------------- |
| 1984-1990         | Ian Macphee | Liberalna Partia Australii |
| 1990-2004         | David Kemp  | Liberalna Partia Australii |
| 2004-2016         | Andrew Robb | Liberalna Partia Australii |
| od 2016           | Tim Wilson  | Liberalna Partia Australii |

źródło: 